# Юкола (пищевой продукт)
Ю́кола — сушёно-вяленое мясо рыб или северного оленя, приготовляемое народами Восточной Сибири и Дальнего Востока. В некоторых районах юколу коптили над очагом или слабо засаливали перед сушкой.
Юкола вырабатывается местным населением Курильских островов и побережья Берингова моря для собственных нужд. Заготовляется для питания человека как консервы, удобные для длительного хранения и транспортировки, а также приёма в пищу без дополнительной обработки, с возможностью есть на ходу во время длительных переходов. Хорошо утоляет голод, не вызывает жажды. Для приготовления используется мясо рыб лососёвых пород, а также щука, сиг и т. п. Юколу отваривают и готовят из неё первые блюда. Рыба низших сортов сушится на корм для собак.
Рыбу под юколу разделывают на пласт и вывешивают на рейках для просушки. Ночью рыба подмерзает, за день оттаивает, происходит процесс обезвоживания. При устойчивых отрицательных температурах воздуха происходит сублимация льда. По свойствам юкола близка стокфиску.